# Беккер, Анатолий Густавович
Анатолий Густавович Беккер (нем. Anatol Bekker, 1903—1937) — румынский, немецкий и советский инженер, деятель коммунистического движения.

## Биография
Родился в немецкой семье, получил высшее образование. Был членом Коммунистической партии Германии. После прихода национал-социалистов к власти в 1933 году через Вену и Прагу эмигрировал в Советский Союз. Работал контролёром-инженером на Станкостроительном заводе имени Серго Орджоникидзе, проживал по адресу: Москва, улица Краснопрудная, дом 36, квартира 17.
Арестован 12 мая 1936 года сотрудниками Управления НКВД по Московской области. 29 мая 1937 года приговорён ВКВС СССР за участие в антисоветской террористической организации к ВМН и через два дня расстрелян. Захоронен на территории Донского кладбища. Посмертно реабилитирован 21 мая 1959 года определением Военной коллегии Верховного суда СССР за отсутствием состава преступления.

## Семья
В 1932 году на курсах русского языка при Марксистской рабочей школе познакомился с актрисой Каролой Неер. В 1934 году у них родился сын. 25 июля 1937 года Карола Неер была арестована и проходила по одному делу с мужем. Их и ряд других немецких эмигрантов обвинили в участии в «антисоветской троцкистской террористической организации», в связях с троцкистским центром Эриха Волленберга в Праге и в подготовке покушения на Сталина. В деле она проходила как «связистка» между троцкистским центром в Праге и контрреволюционной организацией в Москве. 26 июня 1942 умерла от тифа в тюрьме Соль-Илецка («Чёрный дельфин»). Реабилитирована посмертно вместе с мужем.
Сына, Георга Анатольевича Беккера, после ареста родителей взяли к себе немецкие политэмигранты — супруги Эльза и Георг Таубенбергеры, которые вскоре также были арестованы. После чего мальчик был отправлен в детский дом, затем усыновлён бездетной женой краскома, но из-за жестокого обращения сбежал и снова попал в детский дом, где находился до 1950 года. О себе знал только имя, фамилию и национальность, а о настоящих своих родителях и их трагической судьбе узнал много позже совершенно случайно, благодаря сохранившемуся в архиве детского дома письму, которое мать написала в марте 1941 года директору. В 1974 году подал заявление на выезд в ФРГ. Благодаря стараниям Л. З. Копелева видные политики и деятели культуры ФРГ, включая Вилли Брандта, направили Л. И. Брежневу письмо с просьбой разрешить ему выезд из страны. В 1975 году он уехал в Западную Германию, где многие годы преподавал в консерватории в Аугсбурге.